# 반응 속도식
화학 반응에서 반응 속도 법칙(영어: rate law), 또는 반응 속도식(영어: rate equation)은 반응 속도를 반응물의 농도 또는 압력을 상수 인자(일반적으로 반응 계수와 부분적인 반응 차수로 이뤄져 있다)로 표현한 것이다. 많은 반응에서 속도는 다음과 같이 지수 법칙에 따라 주어진다:
{\displaystyle r\;=\;k[\mathrm {A} ]^{x}[\mathrm {B} ]^{y}}
이 때, [A]와 [B]는 물질 A와 B의 농도를 나타낸다(보통 리터 당 몰(몰 농도, M)을 사용한다). 지수 x와 y는 각각 A와 B에 대한 부분적 반응 차수이고, 전체 반응 차수는 지수들의 합이다. 지수는 보통 자연수이지만, 0이나 분수, 혹은 음수도 쓸 수 있다. 상수 k는 반응의 속도 상수, 또는 반응 계수로 단위는 반응의 차수에 따라 달라진다. 그 값은 온도나, 이온 강도, 흡착면의 표면적, 혹은 광 조사와 같은 조건에 의해 결정된다.
기본 (단일 단계) 반응은 반응 차수가 각각의 반응물의 화학양론계수와 같다. 전체 반응 차수, 즉, 반응물의 화학양론계수의 합은 기본 반응의 분자도와 같다. 복합 (다단계) 반응은 반응 차수가 화학양론계수와 같을 수도 있고 아닐 수도 있다.
다단계 메커니즘으로 가정한 반응의 반응 속도식은 기본 반응의 준-정상 상태 가정을 이용해서 이론적으로 도출해내며, 실험적 반응 속도식과 비교해서 가정한 메커니즘을 검증한다. 이 식은 분수 차수일 수 있고, 중간물의 농도에 의존할 수 있다.
어떤 반응은 단순히 어떤 반응물의 농도의 거듭제곱에 비례하지 않으면, 그 반응물에 대해 반응 차수가 정의되지 않을 수 있다. 예를 들어, 흡착된 분자간의 이분자 반응에 대한 반응 속도식의 차수에 대해 논할 수는 없다:
{\displaystyle r=k{\frac {K_{1}K_{2}C_{A}C_{B}}{(1+K_{1}C_{A}+K_{2}C_{B})^{2}}}.\,}

## 정의
두 반응물 A 와 B가 결합해 생성물 C를 만드는 일반적인 화학 반응을 가정해 보자
{\displaystyle \mathrm {A} +2\mathrm {B} \rightarrow 3\mathrm {C} .}
이는 다음과 같이 표현할 수 있다.
{\displaystyle 0=-\mathrm {A} -2\mathrm {B} +3\mathrm {C} .}
주어진 계수 -1,-2, 3(반응물은 소비되기 때문에 음의 부호)들은 화학양론계수로, 하나의 A분자가 2개의 B와 결합하여 3개의 C를 생성하는 반응이다. 그러므로, 기호 [X]를 반응하는 물질 X의 몰수라 정의하면 다음과 같이 나타낼 수 있다,.
{\displaystyle -{\frac {d[\mathrm {A} ]}{dt}}=-{\frac {1}{2}}{\frac {d[\mathrm {B} ]}{dt}}={\frac {1}{3}}{\frac {d[\mathrm {C} ]}{dt}}.}
만약 반응이 반응 중간체를 생성하지 않고,일정한 온도와 부피를 가진 닫힌계에서 일어난다면. 반응 속도 r 은 다음과 같이 정의된다.
{\displaystyle v={\frac {1}{\nu _{i}}}{\frac {d[\mathrm {X} _{i}]}{dt}},}
이 식에서 νi는 X에 대한 화학양론계수이다.
반응 속도는 반응물의 농도에 종속성을 가진다.
{\displaystyle v=f\left([\mathrm {A} ],[\mathrm {B} ],\ldots \right),}
이러한 종속성을 ‘’반응 속도 법칙’’, ‘’반응 속도식’’이라 한다.

## 반응 차수와 반응 속도

### 멱법칙
반응 속도식의 일반적인 형태는 멱법칙으로 표현할 수 있다.:
{\displaystyle v=k[A]^{x}[B]^{y}\ldots }
상수 k는 반응 속도 상수이며, 반응의 차수는 각각 분수 형태로 존재할 수 있으며 ,각 반응물의 차수의 합이 반응의 전체반응차수이다.
묽은 용액에서, 단일단계반응은 경험적으로 질량작용의 법칙을 따르며, 이로 인해 반응 속도가 화학양론계수에서 얻어진 차수와 반응물의 농도에만 의존한다는 것을 알 수 있다.

### 초기 속도 방법
어떤 반응물에 대한 반응 차수는 반응물의 농도가 달라질 때의 초기속도를 다음 반응 속도식의 자연 로그를 사용해서 추정할 수 있다:
{\displaystyle \ln r=\ln k+x\ln[A]+y\ln[B]+...}
예를 들어, 반응물 A의 초기 농도를 다르게 하고 다른 농도 [B], [C], ...를 일정하게 한 일련의 실험에서 초기 속도를 측정해서 다음을 만들 수 있다:
{\displaystyle \ln r=x\ln[A]+{\textrm {constant}}}
그러면, {\displaystyle \ln[A]}에 대한 {\displaystyle \ln r}의 그래프의 기울기는 반응물 A의 반응 차수 x에 대응한다.
하지만, 이 방법은 항상 신뢰할 수 있는 것은 아니다:
1. 초기 속도의 측정은 (반감기에 비해서)짧은 시간 동안의 농도의 작은 변화를 정확히 결정해야 하며, 오차가 민감하다. 그리고
2. 반응 속도식은 중간물이나 생성물 같이 반응 속도가 반응이 시작할 때 존재하지 않는 물질에 의존할 경우에는 완전히 결정되지 않는다.

### 적분 방법
따라서 초기 속도 방법으로 결정된 잠정적 반응 속도식은 일반적으로 긴 시간(여러 번의 반감기)동안 측정된 농도를 반응 속도식의 적분형과 비교해서 검증된다.
예를 들어, 일차 반응의 적분된 반응 속도 법칙은 다음과 같다:
{\displaystyle \ \ln {[A]}=-kt+\ln {[A]_{0}}},
이 때, [A]는 시간 t일 때 농도이고 [A]0은 시간이 0일 때의 초기 농도이다. 일차 반응 속도 법칙은 {\displaystyle \ln {[A]}}가 시간에 관한 선형 함수일 때 검증된다. 이 경우, 반응 상수 {\displaystyle k}는 기울기에 부호가 거꾸로 된 것이다.

#### 0차 반응
0차 반응의 경우, 반응속도는 반응물의 농도와 독립적이므로 그 농도의 변화는 반응속도에 영향을 미치지 않는다. 따라서 시간에 따라 농도는 선형으로 변한다. 이는 반응이 효소 또는 촉매 표면과의 접촉을 필요로 하고, 동시에 반응할 수 있는 반응물 분자의 수를 제한하는 병목 현상이 있을 때 발생할 수 있다.
반응물의 농도가 속도를 조절하는 효소 농도보다 훨씬 높아서 효소가 포화되는 경우, 많은 효소 촉매 반응은 0차 반응이다. 예를 들어, 효소 간 알코올 탈수소효소(LADH)에 의해 일어나는 아세탈알데히드에 대한 에탄올의 생물학적 산화 작용은 에탄올의 0차 반응이다.
유사하게 촉매 표면이 포화 상태일 경우 불균일 촉매와의 반응이 0차 반응이 될 수 있다. 예를 들어, 고온의 텅스텐 표면에서의 포스핀(PH3)의 분해는 일정한 속도로 분해되는 포스핀의 0차 반응이다.
균질 촉매에서는 가역적 억제로부터 0차 반응 양상이 나타날 수 있다. 예를 들어 3세대 그럽스 촉매를 이용한 개환복분해중합은 피리딘과 루테늄 중심 사이에서 발생하는 가역적 억제로 촉매에서 0차 반응의 양상을 나타낸다.

#### 1차 반응
1차 반응은 오직 하나의 반응물(단분자 반응)의 농도에 따라 달라진다. 다른 반응물은 존재할 수 있지만 각각 0차 반응이 될 것이다. 이런 반응에 대한 반응 속도식은
{\displaystyle -{\frac {d[{\ce {A}}]}{dt}}=k[{\ce {A}}],}
반감기는 시작 농도와 무관하며
{\displaystyle t_{1/2}={\frac {\ln {(2)}}{k}}}
에 의해 주어진다.
이러한 반응의 예는 다음과 같다.
- {\displaystyle {\ce {H2O2 (l) -> H2O (l) + 1/2O2 (g)}}}
- {\displaystyle {\ce {SO2Cl2 (l) -> SO2 (g) + Cl2 (g)}}}
- {\displaystyle {\ce {2N2O5 (g) -> 4NO2 (g) + O2 (g)}}}

유기화학에서 SN1(핵 대체 단분자) 반응의 종류는 1차 반응으로 구성된다.  예를 들어, 수용액 ArN2+ + X− → ArX + N2에서 친핵체 아릴디아조늄 이온 반응의 속도 방정식은 v = k[ArN2+]이며, 여기서 Ar는 아릴 그룹을 나타낸다.

#### 2차 반응
전체 차수가 2인 반응을 2차 반응이라고 한다. 이차 반응의 속도는 한 반응물의 농도의 제곱에 비례할 수 있으며({\displaystyle v=k[A]^{2}\,}), 또는(더 일반적으로) 두 반응물의 곱에 비례할 수 있다.({\displaystyle v=k[A][B]\,}) 첫 번째 유형의 예시로, NO2 + CO → NO + CO2 반응에서 반응물 NO2에 대해 2차 반응이고, 반응물 CO에 대해 0차 반응이다. 따라서 이 반응에서 관찰된 속도는{\displaystyle v=k[NO_{2}]^{2}} 이고, CO의 농도와 무관하다.
단일 반응몰의 농도의 제곱에 비례하는 반응 속도의 경우, 반응물의 농도와 시간 사이의 상관성은 다음과 같다.
{\displaystyle {\frac {1}{{\ce {[A]}}}}={\frac {1}{{\ce {[A]0}}}}+kt}
두 반응물의 농도의 곱에 비례하는 속도에 대하여 시간의 상관성은 다음과 같다.
{\displaystyle {\frac {{\ce {[A]}}}{{\ce {[B]}}}}={\frac {{\ce {[A]0}}}{{\ce {[B]0}}}}e^{({\ce {[A]0}}-{\ce {[B]0}})kt}}
만약 두 반응물의 농도가 같다면, 전자의 방정식을 만족한다.

두 번째 유형은 에틸 아세테이트의 알칼리 가수 분해와 같은 친핵 첨가-제거 반응을 포함한다.
CH3COOC2H5 + OH− → CH3COO− + C2H5OH
이 반응은 각각의 반응물에 대해 1차 반응이고, 전체적으로 2차 반응이다 : {\displaystyle {\ce {r=k[CH3COOC2H5][OH]}}}
만약 이미다졸(imidazole)이 위의 가수 분해 반응을 촉매한다면, 반응 속도식은 {\displaystyle {\ce {v= k [imidazole] [CH3COOC2H5]}}}가 된다. 반응 속도는 한 반응물(에틸 아세테이트)에 대하여 1차 반응이고, 이미다졸에 대하여도 1차 반응인데, 이미다졸은 촉매로서 전체 화학 방정식에 나타나지 않는다.

잘 알려진 또 다른 종류의 이차 반응은 아세톤에서의 n-부틸 브로민과 아이오딘화 나트륨의 반응과 같은 SN2 반응(이분자 친핵성 치환 반응)이다.
CH3CH2CH2CH2Br + NaI → CH3CH2CH2CH2I + NaBr↓
요오드화 나트륨과 아세톤이 각각 염으로서 소듐터트부톡사이드(sodium tert-butoxide)과 용매로서 터트부탄올(tert-butanol)로 대체되는 경우, 동일한 화합물이 다른 일반적인 유형의 2차 반응인 이분자(E2) 제거 반응을 겪을 수 있다.
CH3CH2CH2CH2Br + NaOt-Bu → CH3CH2CH=CH2 + NaBr + HOt-Bu

#### 유사 일차 반응(Pseudo-first-order)
반응물의 농도가 일정하게 계속 유지된다면(그 반응물이 촉매이거나, 혹은 그 반응물이 다른 반응물들에 비해 매우 많은 경우), 이 농도는 속도 상수에 포함될 수 있는데, 이를 통해 유사 일차(혹은 간혹 유사 이차) 반응 속도식을 얻을 수 있다. 반응 속도식이 {\displaystyle v=k[A][B]}인 일반적인 이차 반응에서, 만약 반응물 B의 농도가 일정하다면, {\displaystyle v=k[A][B]=k'[A]}이다. 이 때, 유사 일차 반응의 속도 상수 k'에 대하여 {\displaystyle k'=k[B]}이다. 이차 반응 속도식은 유사 일차 반응 속도식으로 차수를 줄일 수 있는데, 이는 통합된 반응 속도식을 얻기 위한 논의를 더 쉽게 한다.

유사 일차 반응을 얻을 수 있는 한 방법은 한 반응물이 다른 반응물에 비해 훨씬 과량인 조건에서 그 반응을 수행하는 것이다. (즉, {\displaystyle [B]\gg [A]}을 의미힌다. 다르게 표현하면, B의 농도를 A의 농도보다 훨씬 크게 한다.) 이렇게 함으로써, 반응이 진행됨에 따라 초과반응물 B의 오직 작은 부분만 반응하고, 그 B의 농도가 일정하다고 간주할 수 있다. 예를 들어, 희석된 무기산에 의한 에스터의 가수분해는 유사 일차 속도론(pseudo-first-order kinetics)을 따르는데, 이 반응에서 물의 농도가 다른 반응물에 비해 훨씬 과량으로 존재한다. :
CH3COOCH3 + H2O → CH3COOH + CH3OH
산 수용액에서 수크로스(설탕, sucrose, CH3COOCH3)의 가수분해는 종종 {\displaystyle r=k[sucrose]}인 일차 반응으로 인용된다. 엄밀한 반응 속도식은 {\displaystyle r=k[sucrose][H^{+}][H2O]}으로 삼차 반응이다. 하지만, 일반적으로 촉매 H+와 용매 H2O의 농도 둘 다 일정하다.(즉 [H+]와 [H2O] 모두 상수로 된다.) 따라서 이 반응은 유사 일차 반응이다.

#### 0, 1, 2 및 n차 반응에 대한 요약
차수가 3인 단일 단계 반응(삼원 반응이라고 한다.)는 거의 발생하지 않을 것이다. 그러나, 몇몇 기본 단계로 구성된 전체 반응은 물론 임의의(정수가 아닌 경우도 포함) 차수일 수 있다.
|                     | 0차 반응                                                    | 1차 반응                                             | 2차 반응                                                              | n차 반응 |
| ------------------- | ----------------------------------------------------------- | ---------------------------------------------------- | --------------------------------------------------------------------- | --- |
| 반응 법칙           | {\displaystyle -{d[{\ce {A}}]}/{dt}=k}                      | {\displaystyle -{d[{\ce {A}}]}/{dt}=k[{\ce {A}}]}    | {\displaystyle -{d[{\ce {A}}]}/{dt}=k[{\ce {A}}]^{2}}                 | {\displaystyle -{d[{\ce {A}}]}/{dt}=k[{\ce {A}}]^{n}}                                                                   |
| 적분 반응 법칙      | {\displaystyle {\ce {[A]=[A]0-kt}}}                         | {\displaystyle {\ce {[A]=[A]0e^{-kt}}}}              | {\displaystyle {\frac {1}{{\ce {[A]}}}}={\frac {1}{{\ce {[A]0}}}}+kt} | {\displaystyle {\frac {1}{{\ce {[A]}}}}={\frac {1}{{\ce {[A]0}}}}+kt} [1차 반응 제외]                                   |
| 속도 상수(k)의 단위 | {\displaystyle {\rm {\frac {M}{s}}}}                        | {\displaystyle {\rm {\frac {1}{s}}}}                 | {\displaystyle {\rm {\frac {1}{M\cdot s}}}}                           | {\displaystyle {\frac {1}{{\rm {M}}^{n-1}\cdot {\rm {s}}}}}                                                             |
| 반감기              | {\displaystyle t_{\frac {1}{2}}={\frac {{\ce {[A]0}}}{2k}}} | {\displaystyle t_{\frac {1}{2}}={\frac {\ln(2)}{k}}} | {\displaystyle t_{\frac {1}{2}}={\frac {1}{k{\ce {[A]0}}}}}           | {\displaystyle t_{\frac {1}{2}}=\lim _{x\to n}{\frac {2^{x-1}-1}{(x-1)k{\ce {[A]0}}^{x-1}}}} [1차반응일 때만 극한 필요] |
|                     |                                                             |                                                      |                                                                       | |

M은 몰 농도(mol·L-1), t는 시간, k는 반응 속도 상수를 나타낸다. 1차 반응의 반감기는 종종 {\displaystyle t_{1/2}=0.693/k} ({\displaystyle ln2=0.693})로 표현된다.

#### 데이터 플로팅

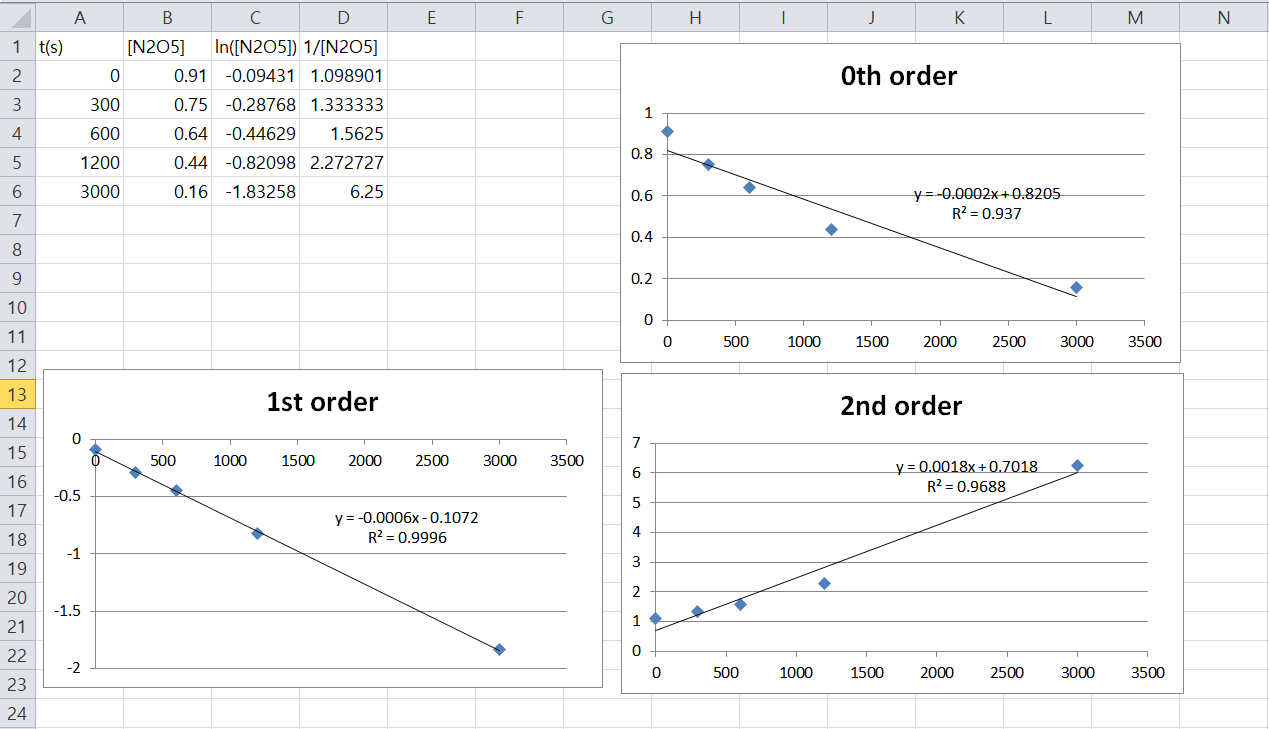
data plotting for N2O5 rate equation

위 적분 방법의 적용 방법으로는 데이터 플로팅(data plotting)이 있다. 주어진 시간에 따른 농도를 그래프를 그려서 플로팅을 한 후에 시간과 {\displaystyle [A]}, {\displaystyle ln[A]}, 또는 {\displaystyle 1/[A]}의 선형관계를 통해 각각 0차, 1차, 또는 2차에서의 속도 법칙을 검증할 수 있다. 이때 상관분석을 통해서 r² 값이 1에 제일 가까운 관계인 것(즉, 선형에 제일 가까운 것)이 해당 차수가 되는 것이다. 예를 들어 시간과 {\displaystyle [A]}, {\displaystyle ln[A]}, 또는 {\displaystyle 1/[A]} 사이의 r² 값 중에 시간과 {\displaystyle ln[A]} 사이의 r² 값이 1에 제일 가까우면 해당 반응은 1차 반응이 된다.

간단한 예시로 45°C에서 오산화 이질소(N2O5)가 사염화 탄소(CCl4) 용매 안에서 분해되는 반응의 반응 차수와 속도 상수를 그래프를 이용하여 구하면 다음과 같다:
2N2O5(CCl4) → 4NO2(g)+O2(g)
다음 표는 시간에 따른 N2O5의 농도 변화의 값을 보여준다.
| t (s) | [N2O5] (M) |
| ----- | ---------- |
| 0     | 0.91       |
| 300   | 0.75       |
| 600   | 0.64       |
| 1200  | 0.44       |
| 3000  | 0.16       |

위의 값을 이용하여 시간에 따른 {\displaystyle [N_{2}O_{5}]}, {\displaystyle ln[N_{2}O_{5}]}, {\displaystyle 1/[N_{2}O_{5}]}의 값을 계산하고 그래프를 그린 후에 r² 값, 추세선 방정식을 엑셀 프로그램과 같은 데이터 플로팅이 가능한 플로터 프로그램을 이용하여 구한다. 우측 상단의 그림에서 알 수 있듯이 시간과 {\displaystyle ln[N_{2}O_{5}]} 사이의 r² 값이 1에 제일 가까우므로, 이 반응은 1차 반응이다. 다음으로, 시간에 대한 {\displaystyle ln[N_{2}O_{5}]}의 그래프 직선 위에 있는 임의의 두 실험값으로부터 기울기를 구함으로써 속도 상수를 결정할 수 있다. 즉, 그 점들의 y값({\displaystyle ln[N_{2}O_{5}]} 값)과 x값(시간)의 차이에 대한 비로부터 기울기를 구할 수 있다. 이 때, 속도 상수 k에 대하여 {\displaystyle k=-m}이다. 이를 통해 위의 반응의 속도 상수를 구하면 {\displaystyle k=5.7\times 10^{-4}s^{-1}}이다.

### 넘침 방법
주어진 반응물에 대한 부분적 반응 차수는 오스트발트의 넘침 방법(혹은 고립 방법)으로 계산할 수 있다. 이 방법에서, 한 반응물의 농도를 다른 모든 반응물에 비해 다량이도록, 농도가 본질적으로 상수에 가깝게 한다. 반응 속도 법칙이 {\displaystyle r=k\cdot [{\rm {A}}]^{\alpha }\cdot [{\rm {B}}]^{\beta }}인 반응 a·A + b·B → c·C에서, A에 대한 부분적 반응 차수 α는 다량의 B를 이용하여 결정된다. 이 경우에서는
{\displaystyle r=k'\cdot [{\rm {A}}]^{\alpha }} with {\displaystyle k'=k\cdot [{\rm {B}}]^{\beta }},
이고, α는 적분 방법으로 결정된다. (B가 다량인)같은 조건에서 B에 관한 반응 차수 β는 k'을 측정할 수 있는 초기 농도 [B]0에서 일련의 유사한 실험으로 결정된다.

## 같이 보기
- 미하엘리스-멘텐 속도론
- 분자도
- Petersen matrix
- 반응-확산 시스템
- 표면에서 반응: 적어도 한 반응물이 표면에 흡착된 반응의 반응 속도식
- 반응 진행 속도론 분석
- 반응속도
- 반응 속도 상수
- 정상 상태 근사법